# Zapalenie nieżytowe
Zapalenie nieżytowe – rodzaj zapalenia obejmującego błony śluzowe, należącego do zapaleń wysiękowych, charakteryzującego się obecnością wysięku surowiczo-śluzowego.